# Robert Saint-Brice
Robert Saint-Brice est un peintre haïtien, né le 29 août 1898 à Pétion-Ville en Haïti, décédé le 20 août 1973 à Port-au-Prince.
Robert Saint-Brice commence à peindre à plus de cinquante ans : en 1949, il entre au Centre d'art de Port-au-Prince fondé par l’Américain Dewitt Peters. Il est avec Hector Hyppolite l’un des premiers peintres haïtiens du mouvement primitif à rencontrer un succès international. Le vaudou tient une part importante dans son imaginaire et l’iconographie de son œuvre.